# August Reißmann

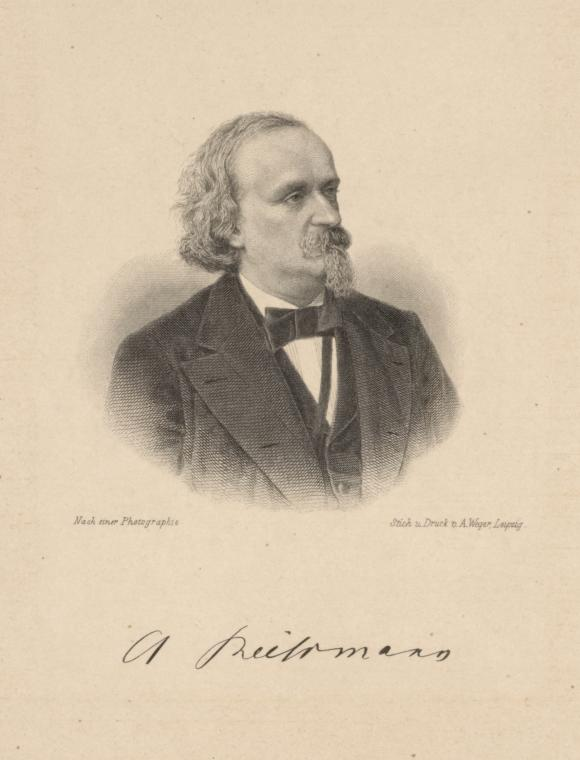
August Reißmann

August Friedrich Wilhelm Reißmann (* 14. November 1825 in Frankenstein, Landkreis Frankenstein, Provinz Schlesien; † 13. Juli 1903 in Berlin) war ein deutscher Musikschriftsteller, Lexikograph und Komponist.
Reißmann (später auch Reissmann) wirkte in Weimar, Leipzig, Wiesbaden und Berlin. Er forschte sowohl über gattungsspezifische Phänomene, als auch über einzelne Komponisten. Wichtig war er insbesondere als Lexikograph.

## Veröffentlichungen
- Das deutsche Lied in seiner historischen Entwicklung. O. Bertram Verlag, Kassel 1861.
- Handlexikon der Tonkunst, Verlag: Oppenheim, Berlin, 1882
- Musikalisches Conversations-Lexicon (Konversations-Lexikon) Eine Enzyklopädie der gesammten musikalischen Wissenschaften. Für Gebildete aller Stände, unter Mitwirkung der literarischen Commission des Berliner Tonkünstlervereins, so wie der Herren Musikdirektor Billert, Concertmeister F. David, A. Dörffel, H. Dorn, G. Engel, M. Fürstenau, L. Hartmann, F. W. Jähns, W. Langhans, E. Mach, E. Naumann, O. Paul, A. Reissmann, E. F. Richter, W. H. Riehl, T. Rode, H. Ruff, W. Rust, Schlecht, O. Tiersch, O. Wangemann, H. Zopff etc. etc. bearbeitet und herausgegeben von Hermann Mendel, fortgesetzt (und beendet) von August Reissmann.